# Mother Nature Cambodia
Mother Nature Cambodia („Mutter Natur Kambodscha“) ist eine Umweltrechtsorganisation in Kambodscha, die 2012 gegründet wurde. Sie setzt sich gegen Umweltzerstörung und damit verbundene Menschenrechtsverletzungen ein und hat sich zu einer der führenden Institutionen des Landes im Bereich des Umweltschutzes entwickelt. Insbesondere ist sie für ihr Engagement junger Kambodschaner bekannt. Im Jahr 2023 wurde Mother Nature Cambodia mit dem Right Livelihood Award gewürdigt.

## Geschichte
Die Organisation wurde 2012 mit dem Ziel gegründet, gegen Umweltzerstörungen in Kambodscha vorzugehen und die Umweltrechte der Bürger zu verteidigen. Ihr Gründer, Alejandro González-Davidson, sah die Notwendigkeit, die natürlichen Ressourcen des Landes vor illegalen und schädlichen Aktivitäten zu schützen. Im Jahr 2017 strich das kambodschanische Innenministerium Mother Nature Cambodia von der Liste legaler Nichtregierungsorganisationen.

## Initiativen
Mother Nature Cambodia nutzt soziale Medien, um auf Umweltvergehen im Land aufmerksam zu machen. Zu ihren Erfolgen gehören die Verhinderung des Baus eines Wasserkraftwerks im Areng-Tal, das eine indigene Gemeinschaft bedroht hätte, sowie ein Stopp des Sandabbaus und des illegalen Sandexports aus der Provinz Koh Kong, der negative Auswirkungen auf lokale Fischgründe und das Ökosystem hatte.

## Repression
Bei ihrem Engagement für den Umweltschutz und die Rechte der Kambodschaner hat die Organisation erhebliche Repressionen erlebt: Seit 2015 wurden elf Mitglieder inhaftiert und viele vorübergehend festgenommen. Der Gründer Alejandro González-Davidson wurde gezwungen, das Land zu verlassen und in Abwesenheit zu einer Haftstrafe von 20 Monaten verurteilt. Mitglieder wie Ly Chandaravuth und Sun Rath wurden ebenfalls festgenommen.

## Auszeichnungen
2021 erhielt Mother Nature Cambodia den Front Line Defenders Regional Award Asia-Pacific.
Im Jahr 2023 wurde Mother Nature Cambodia mit dem Right Livelihood Award gewürdigt; Ole von Uexkuell, Direktor des Right Livelihood Award, betonte die Unerschrockenheit der Aktivisten und ihr Engagement im Kontext eines eingeschränkten demokratischen Umfelds in Kambodscha.